# Лункавіца (комуна, Караш-Северін)
Лункавіца (рум. Luncavița) — комуна у повіті Караш-Северін в Румунії. До складу комуни входять такі села (дані про населення за 2002 рік):
- Верендін (1947 осіб)
- Лункавіца (997 осіб)

Комуна розташована на відстані 310 км на захід від Бухареста, 37 км на південний схід від Решиці, 109 км на південний схід від Тімішоари, 149 км на північний захід від Крайови.

## Населення
За даними перепису населення 2002 року у комуні проживали 2944 особи.
Національний склад населення комуни:
| Національність | Кількість осіб | Відсоток |
| -------------- | -------------- | -------- |
| румуни         | 2891           | 98,2%    |
| цигани         | 52             | 1,8%     |
| угорці         | 1              | < 0,1%   |

Рідною мовою назвали:
| Мова      | Кількість осіб | Відсоток |
| --------- | -------------- | -------- |
| румунська | 2891           | 98,2%    |
| циганська | 52             | 1,8%     |
| угорська  | 1              | < 0,1%   |

Склад населення комуни за віросповіданням:
| Релігія       | Кількість осіб | Відсоток |
| ------------- | -------------- | -------- |
| православні   | 2938           | 99,8%    |
| баптисти      | 4              | 0,1%     |
| римо-католики | 1              | < 0,1%   |
| п'ятдесятники | 1              | < 0,1%   |

## Зовнішні посилання
- Дані про комуну Лункавіца на сайті Ghidul Primăriilor [Архівовано 8 лютого 2009 у Wayback Machine.]